# Seznam prvních ministrů Skotska
První ministr Skotska (někdy premiér Skotska) stojí v čele skotské vlády. Je zodpovědný za koordinaci vládní politiky a vztahy se zbytkem Spojeného království, případně s evropskými zeměmi. První ministr je členem Skotského parlamentu a tím je též nominován do funkce. Oficiálně je jmenován panovníkem.
Od května 2024 funkci vykonává John Swinney za Skotskou národní stranu. Zatím nejdéle sloužící skotskou premiérkou byla Nicola Sturgeonová za stejnou stranu; po téměř devíti letech ji v úřadu nahradil Humza Yousaf.

## Seznam
| Č. |    | Portrét | Jméno                 | V úřadu            | V úřadu            | V úřadu         | Politická strana            |
| Č. | Od | Portrét | Jméno                 | Do                 | Doba               |                 | Politická strana            |
| -- | -- | ------- | --------------------- | ------------------ | ------------------ | --------------- | --------------------------- |
| 1. |    |         | Donald Dewar          | 13. května 1999    | 11. října 2000     | 1 rok, 147 dní  | Skotští labouristé          |
| –  |    |         | Jim Wallace (pověřen) | 11. října 2000     | 26. října 2000     | 16 dní          | Skotští liberální demokraté |
| 2. |    |         | Henry McLeish         | 26. října 2000     | 8. listopadu 2001  | 1 rok, 12 dní   | Skotští labouristé          |
| –  |    |         | Jim Wallace (pověřen) | 8. listopadu 2001  | 22. listopadu 2001 | 19 dní          | Skotští liberální demokraté |
| 3. |    |         | Jack McConnell        | 22. listopadu 2001 | 16. května 2007    | 5 let, 107 dní  | Skotští labouristé          |
| 4. |    |         | Alex Salmond          | 16. května 2007    | 19. listopadu 2014 | 7 let, 185 dní  | Skotská národní strana      |
| 5. |    |         | Nicola Sturgeonová    | 20. listopadu 2014 | 28. března 2023    | 8 let, 128 dní  | Skotská národní strana      |
| 6. |    |         | Humza Yousaf          | 28. března 2023    | 7. května 2024     | 1 rok a 40 dní  | Skotská národní strana      |
| 7. |    |         | John Swinney          | 8. května 2024     | úřadující          | 0 let a 297 dní | Skotská národní strana      |